# Giovanni Angelo Montorsoli
Giovanni Angelo Montorsoli (Firenze, 1507 – 31 agosto 1563) è stato uno scultore, architetto e religioso italiano.

## Biografia

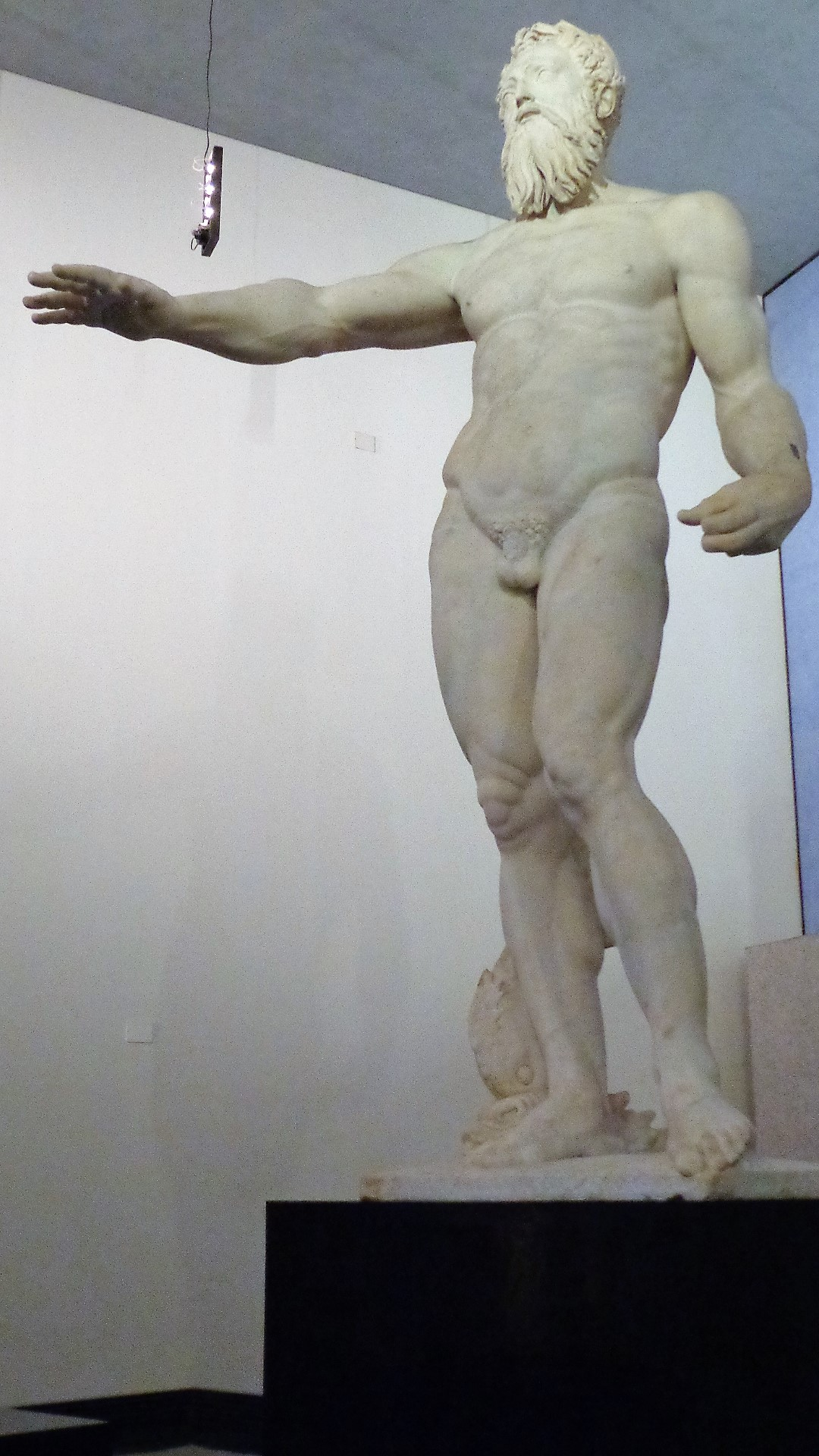
Nettuno, statua originale della fontana omonima nella collocazione del Museo regionale di Messina.

Toscano, frate Servo di Maria, collaborò con Michelangelo alla Sagrestia Nuova di San Lorenzo a Firenze, dove scolpì il San Cosma che fu da Giorgio Vasari disposto a lato della Madonna (1536-37). Operò in numerosi campi, come restauratore di statue antiche (restauro del Laocoonte) e come progettista e allestitore di apparati festivi. Inoltre realizzò numerosi monumenti funerari fra i quali possiamo citare la tomba di Mauro Mafferi (1537) nel Duomo di Volterra e la tomba di Andrea Doria (1541) nella chiesa di San Matteo a Genova.
Ebbe una certa libertà di lavorare in Italia e all'estero finché Paolo IV non emanò alcune norme più restrittive sui religiosi (1547). Come Benvenuto Cellini tentò la strada della corte di Francia grazie all'intercessione del cardinale Ippolito II d'Este e servì presso Francesco I, ma in seguito a malintesi con cortigiani e tesorieri se ne tornò in Italia. A Firenze entrò in competizione con Baccio Bandinelli, il quale pare riuscì a far distruggere un suo gruppo marmoreo di Ercole e Caco (stesso soggetto di una famosa e criticata scultura del Bandinelli in piazza della Signoria) che si trovava in una fontana della villa di Castello. L'accaduto è menzionato dal Vasari e da una lettera scritta dallo scultore stesso a Cosimo I.
Si stabilì a Messina tra il 1547 e il 1557 dove era stato chiamato dal Senato Messinese per edificare, allo sbocco dell'acquedotto del Camaro (costruito nel 1530-47), sulla piazza del Duomo, una fontana (di Orione) che fosse di pubblica utilità, di decoro e di celebrazione del pubblico potere e dell'impresa. Questa opera di scultura ebbe anche notevoli funzioni di scenografia urbana. Situata davanti al Duomo, ma spostata dal suo asse longitudinale, implicò il riassetto di tutta la piazza (abbattimento della chiesa di S. Lorenzo nel 1550 per crearle un nuovo fondale e una risonanza scenografica). 
Il Montorsoli ebbe anche l'incarico di costruire la nuova chiesa di S. Lorenzo. La sistemazione della piazza del Duomo, dove erano inscindibili scultura, architettura e spazio urbano, fu una delle prime importanti esperienze urbanistiche che si compì nell'Isola.
A differenza degli altri artisti continentali dell'età precedente egli operò con una consapevolezza di stile e di cultura tale che non ammette compromessi con l'ambiente che lo ospitava. A Messina lasciò numerosi seguaci.
Tornato a Firenze, dopo la morte fu sepolto nella Cappella di San Luca.

## Opere realizzate a Messina

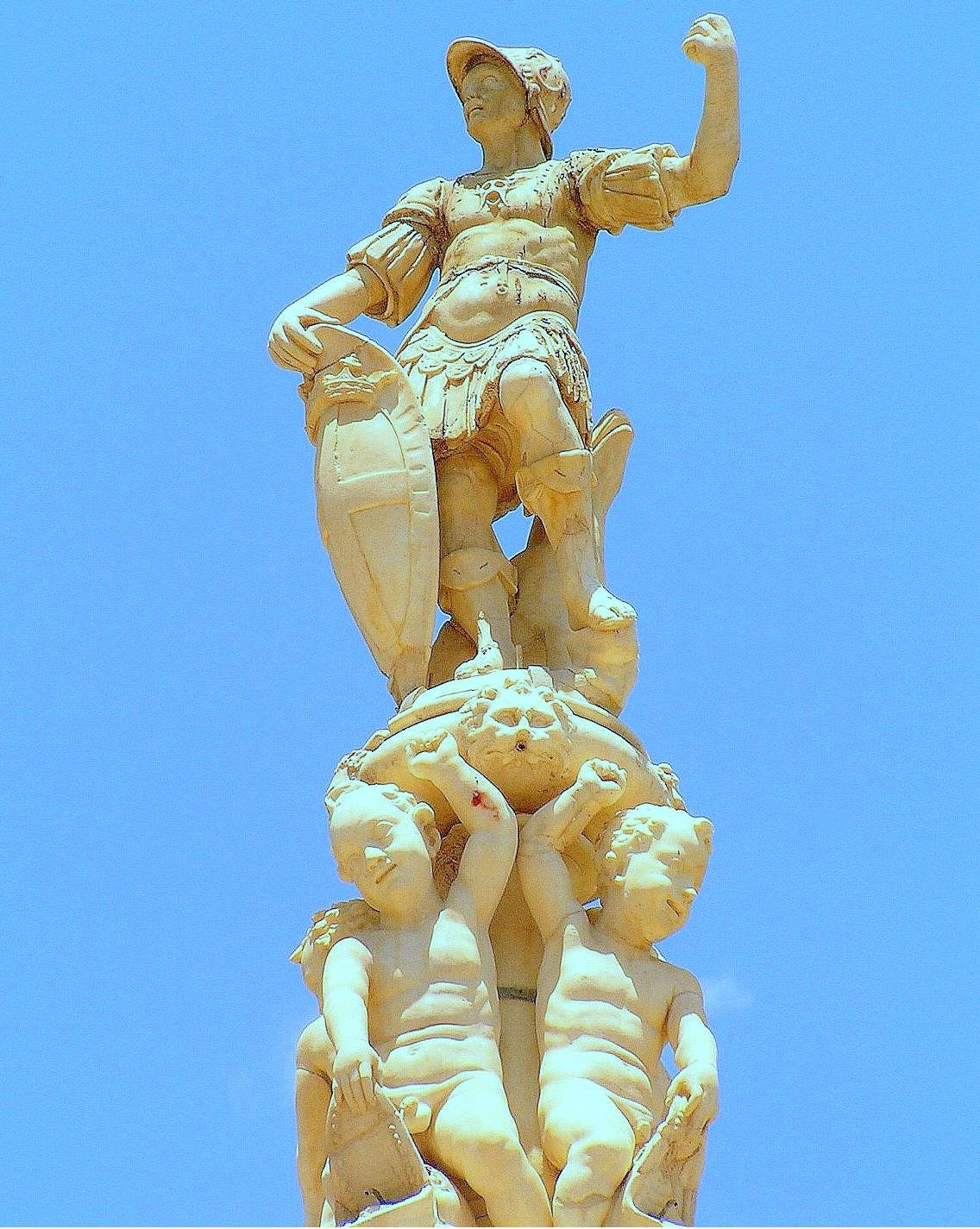
La Fontana di Orione a Messina, opera di Giovanni Angelo Montorsoli e Domenico Vanello.

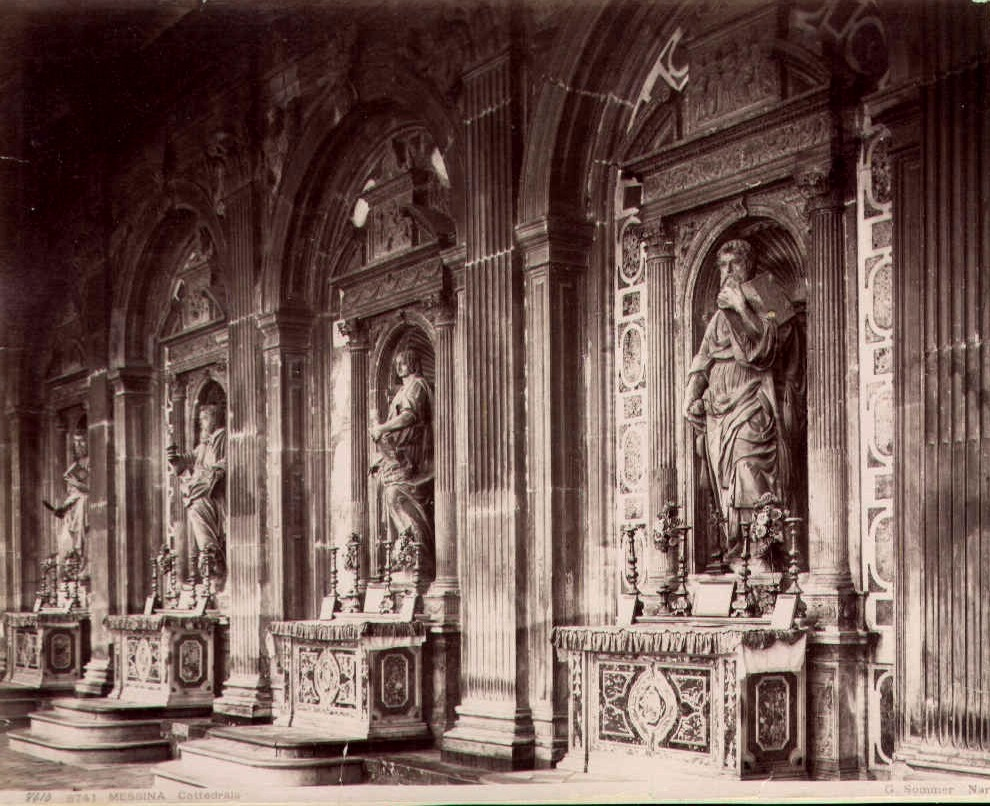
L'Apostolato prima della distruzione.

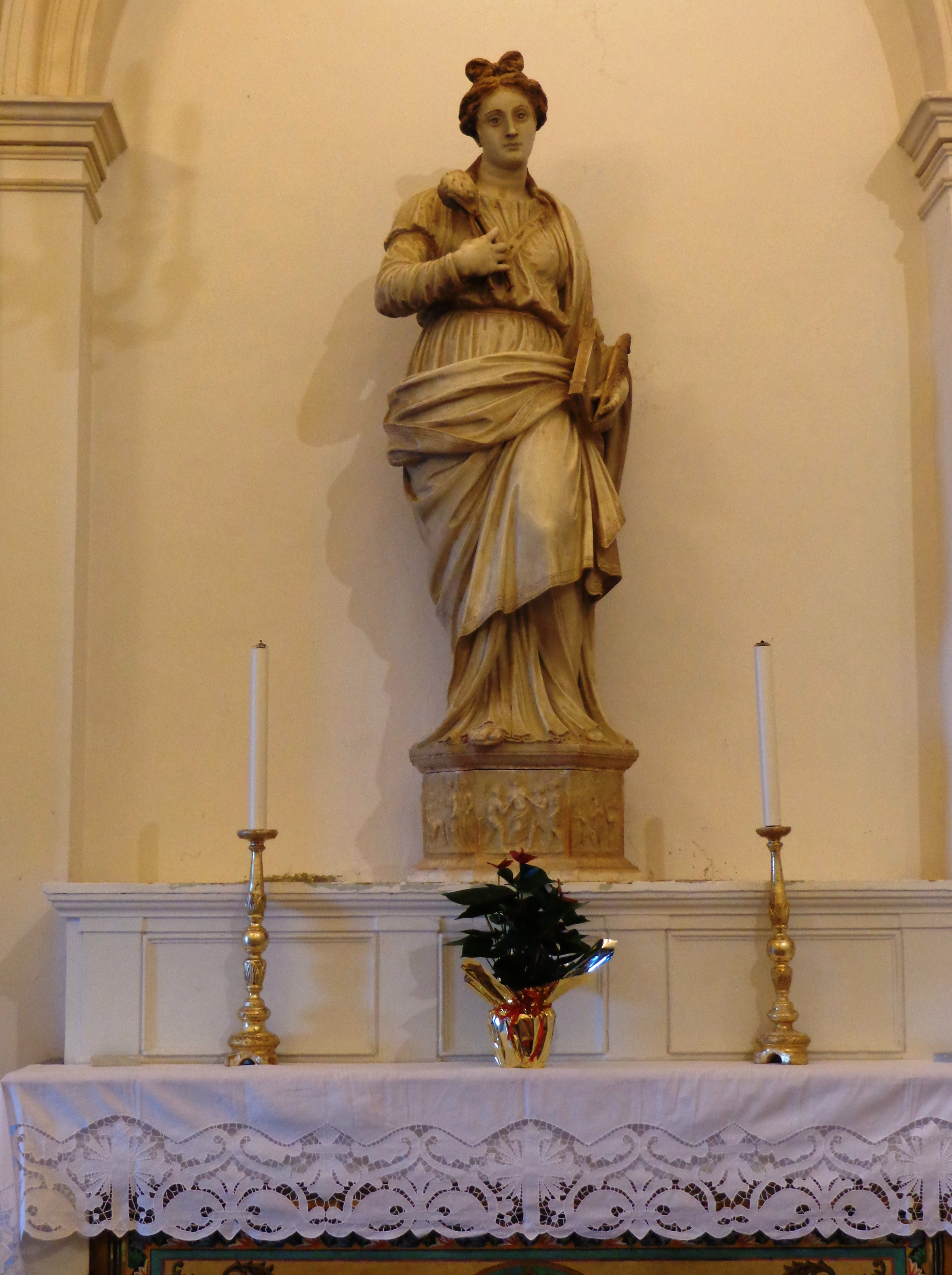
Statua di Sant'Agata, Chiesa di Sant'Agata di Castroreale.

- La  Fontana di Orione (1547-51, in collaborazione con il messinese Domenico Vanello). Venne realizzato un complesso sistema di canalizzazioni. La fontana presenta una struttura piramidale: in alto Orione, mitico fondatore di Messina, con ai piedi il suo cane Sirio. Sotto, 4 puttini che cavalcano delfini dalle cui bocche esce acqua che si riversa nella tazza sottostante. Seguono 4 Naiadi e 4 Tritoni in vasche sempre più grandi. Poi una grande vasca dodecagonale con 4 statue raffiguranti i fiumi Nilo, Tevere, Ebro, Camaro (quest'ultimo è il torrente più grande della città che alimenta la fontana) ed otto bassorilievi con rappresentazioni di miti relativi alle trasformazioni in presenza dell'elemento acqua, tutti tratti dalle Metamorfosi d'Ovidio.[1] Alla creazione di questa complessa iconografia neoplatonico-alchemica collaborò quasi certamente lo scienziato-umanista Francesco Maurolico, che compose anche i distici latini incisi sotto le quattro statue delle divinità fluviali.[2]Si finisce con 4 piccole vasche e 8 mostri acquatici in pietra nera.[3]
- La Fontana del Nettuno (1557): in origine situata lungo la Marina, davanti alla Palazzata, dopo il terremoto del 1908 venne spostata nel museo regionale di Messina mentre una copia venne collocata dove si trova tuttora oggi, nella piazza dell'Unità d'Italia (Piazza Prefettura) ma arbitrariamente ruotata di 180 gradi rispetto alla posizione originaria cosicché oggi è rivolta verso il mare. Rappresenta il buon governo, ai lati del Nettuno in basso si trovano i due mostri sconfitti: Scilla e Cariddi. Delle tre più importanti e belle fontane monumentali dedicate a Nettuno, quella di Messina è la più antica perché completata nel 1557 rispetto al il Nettuno del Giambologna a Bologna che è del 1563-1566 e quella di Bartolomeo Ammannati a Firenze del 1563-1577.[4]
- la chiesa di San Lorenzo (a partire dal 1552, distrutta nel 1783): era un edificio parallelepipedo centralizzato da una cupola emisferica su alto tamburo mentre due cupolette minori, anch'esse emisferiche, erano ai lati. (cfr. il primo progetto di Bramante per San Pietro). Il michelangiolismo era evidente nel vibrato discorso delle membrature e nell'uso delle paraste uniche dell'ordine gigante chiuso da una plastica trabeazione.[5]
- l'Apostolato nel Duomo (1550-1555, distrutto e ricostruito): riuscito tentativo di serrare in un unico concettoso discorso gli altari delle navate laterali del Duomo. Tipicamente michelangiolesca è l'unita plastico-architettonica di queste due asciutte mostre la cui ritmica è assunta dalla maggiore architettura romana antica (Teatro di Marcello, Colosseo, Tabulario) e si fonda sul contrapposto di archi in tensione infrenati dalle lesene e dalle trabeazioni.[6]
- La Torre della Lanterna (1555), in origine chiamata Torre del Garofalo.[5] Foto
- La Fontana del Castello di Bauso viene alla sua bottega attribuita.
- Fontane, manufatti marmorei, documentate quattro diverse installazioni, la più longeva presso il convento dell'Ordine di Sant'Agostino di Messina.[7]
- Cappella Cicala, manufatti marmorei, commissione di sepolture nella cappella gentilizia patrocinata dalla famiglia Cicala, opere documentate nella chiesa del convento dell'Ordine di Sant'Agostino di Messina.[8]

## Opere realizzate a Genova
A Genova viene chiamato da Andrea Doria. Lascia in questa città alcune sculture soprattutto per la chiesa di San Matteo, nella piazza di famiglia dei Doria, dove esegue alcune statue e la tomba di Andrea Doria, e per altri palazzi.
- Tomba di Andrea Doria, stucchi della volta del presbiterio e pulpiti in San Matteo
- scala di palazzo Lercari-Spinola in via Orefici (colonne decorate e altre parti scultoree)
- statua del tritone nei giardini della villa del Principe; rilievi nell'androne, provenienti da San Matteo.

## Opere realizzate a Bologna

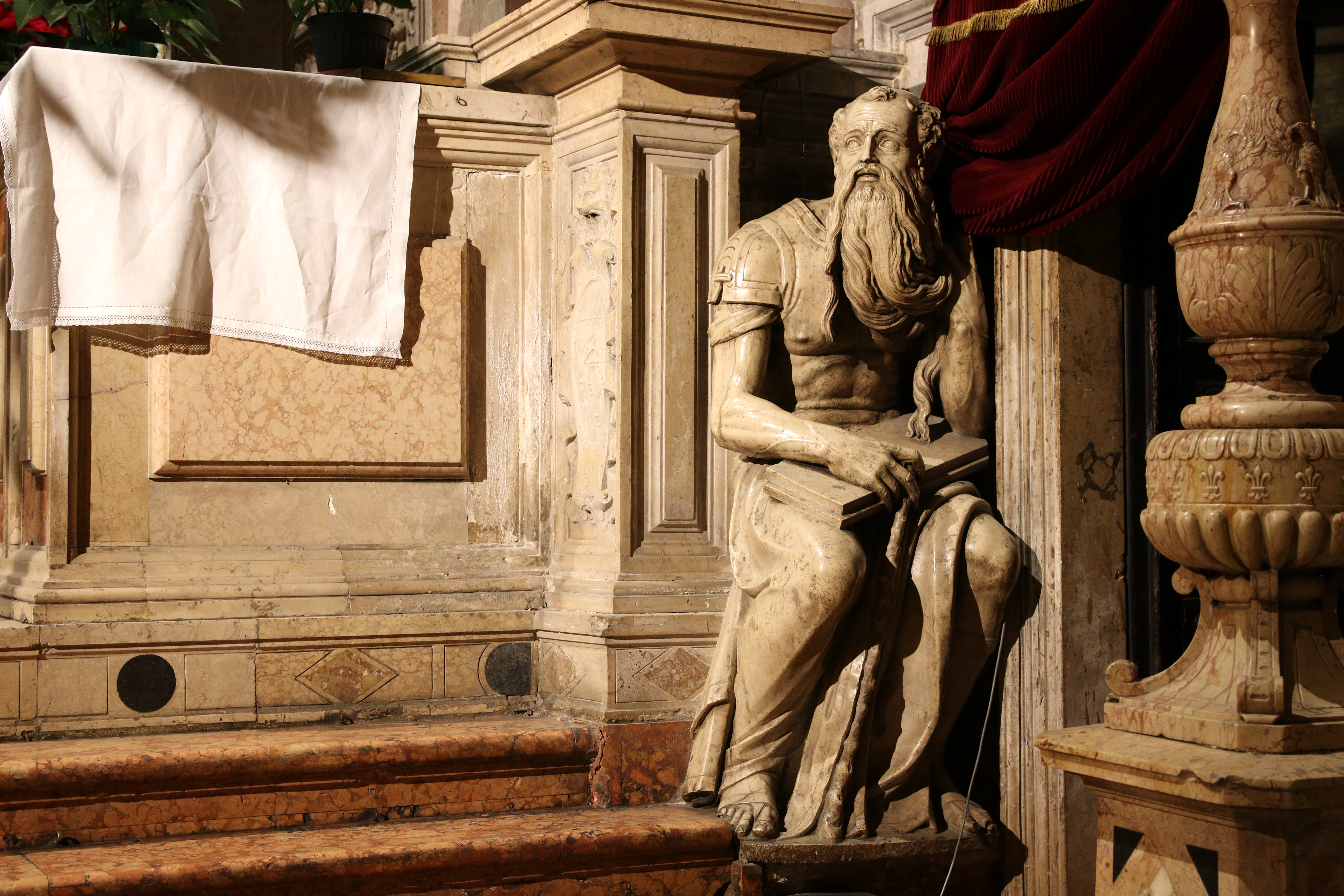
Dettaglio dell'altare maggiore della basilica di Santa Maria dei Servi

- Altare maggiore della basilica di Santa Maria dei Servi

## Opere realizzate a Sanremo

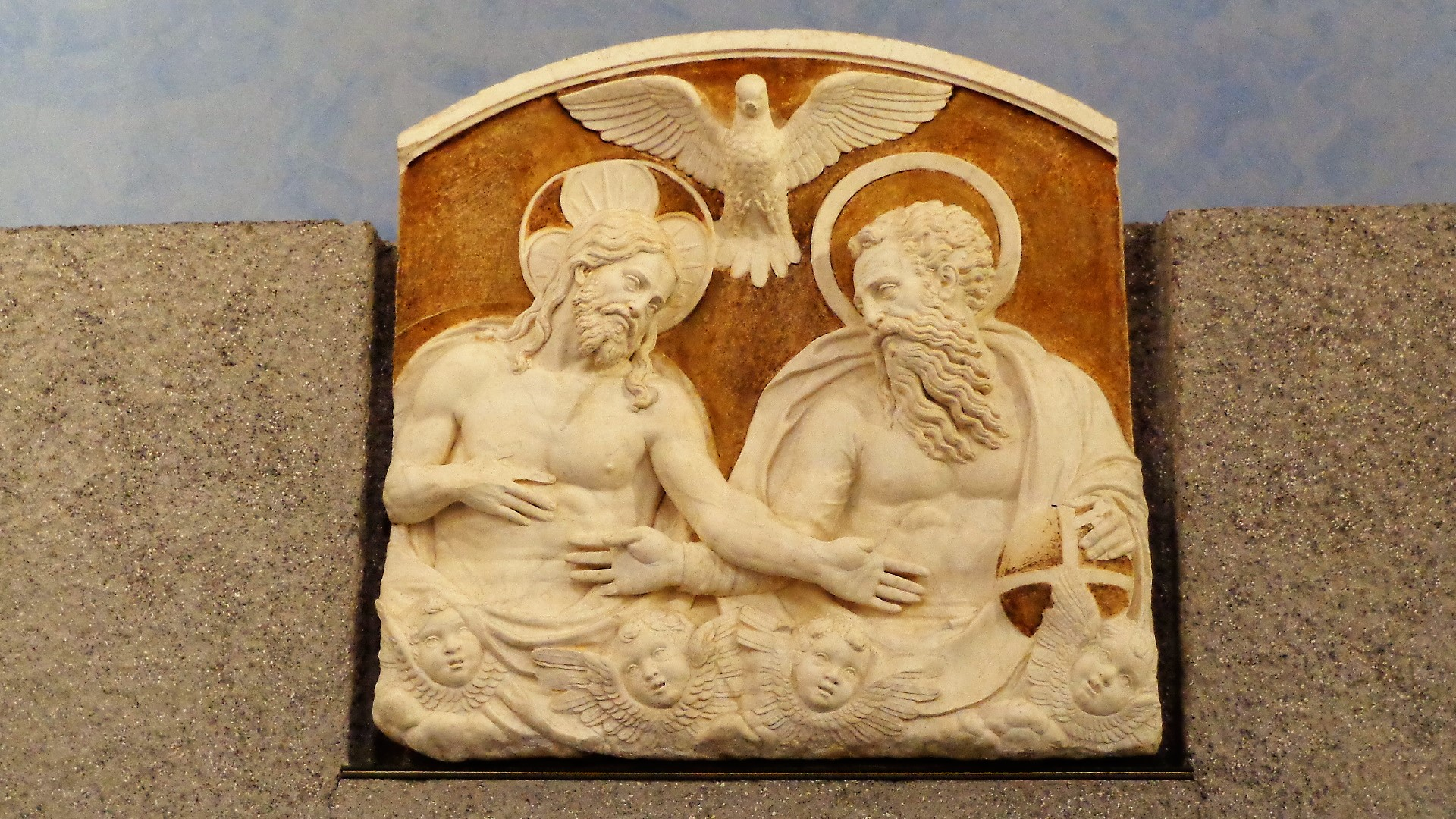
Santissima Trinità, Museo regionale di Messina.

A Sanremo realizza le statue poste sopra i due portali di Palazzo Borea d'Olmo. La statua sovrastante il portone principale, prospiciente la via Matteotti a pochi metri dal Teatro Ariston, rappresenta la Vergine, mentre quella sul portone secondario in via Cavour, S.Giovanni Battista.

## Opere sparse
- 1554, "Sant'Agata", statua marmorea, opera custodita nella chiesa di Sant'Agata di Castroreale.
- XVI secolo, "Sant'Agata", statua marmorea, opera documentata a Taormina.[7]
- XVI secolo, "Tomba di Jacopo Sannazaro", manufatto marmoreo, opera custodita nella chiesa di Santa Maria del Parto a Mergellina di Napoli.
- 1555, "Madonna del Popolo", statua marmorea, opera custodita nella cattedrale di Maria Santissima di Romania di Tropea.
- XVI secolo, Mosè e San Paolo, sculture raffiguranti il profeta e l'apostolo, opere collocate nelle nicchie della Cappella di San Luca nella basilica della Santissima Annunziata di Firenze.